# Lochenice
Lochenice – gmina w Czechach, w powiecie Hradec Králové, w kraju hradeckim. Według danych z dnia 1 stycznia 2013 liczyła 594 mieszkańców.
We wsi jest przystanek kolejowy Lochenice.